# Route nationale 134 (Francia)
La Route Nationale 134, abbreviata in RN 134 o, più semplicemente, in N 134, è una strada nazionale francese che unisce Pau al tunnel del Somport. Misura 80 km e si sviluppa interamente nel dipartimento dei Pirenei Atlantici, nella regione della Nuova Aquitania. È parte della strada europea E7.

## Storia
Il tracciato originario della strada è molto antico in quanto il passo del Somport fu da sempre uno dei più importanti ed utilizzati valichi pirenaici e vie di collegamento tra l'Aragona e la Guascogna. Dal 1811 al 1824 l'attuale tracciato fu parte della Route Imperiale 154 che univa Bordeaux al passo del Somport. Fino al 1972 unì Roquefort con il passo del Somport mentre dal 1972 al 2006 ha collegato Saugnacq-et-Muret con il valico pirenaico. Attualmente, i precedenti tratti di strada sono stati declassificati a strade dipartimentali (D 834 e D 934).

## Percorso

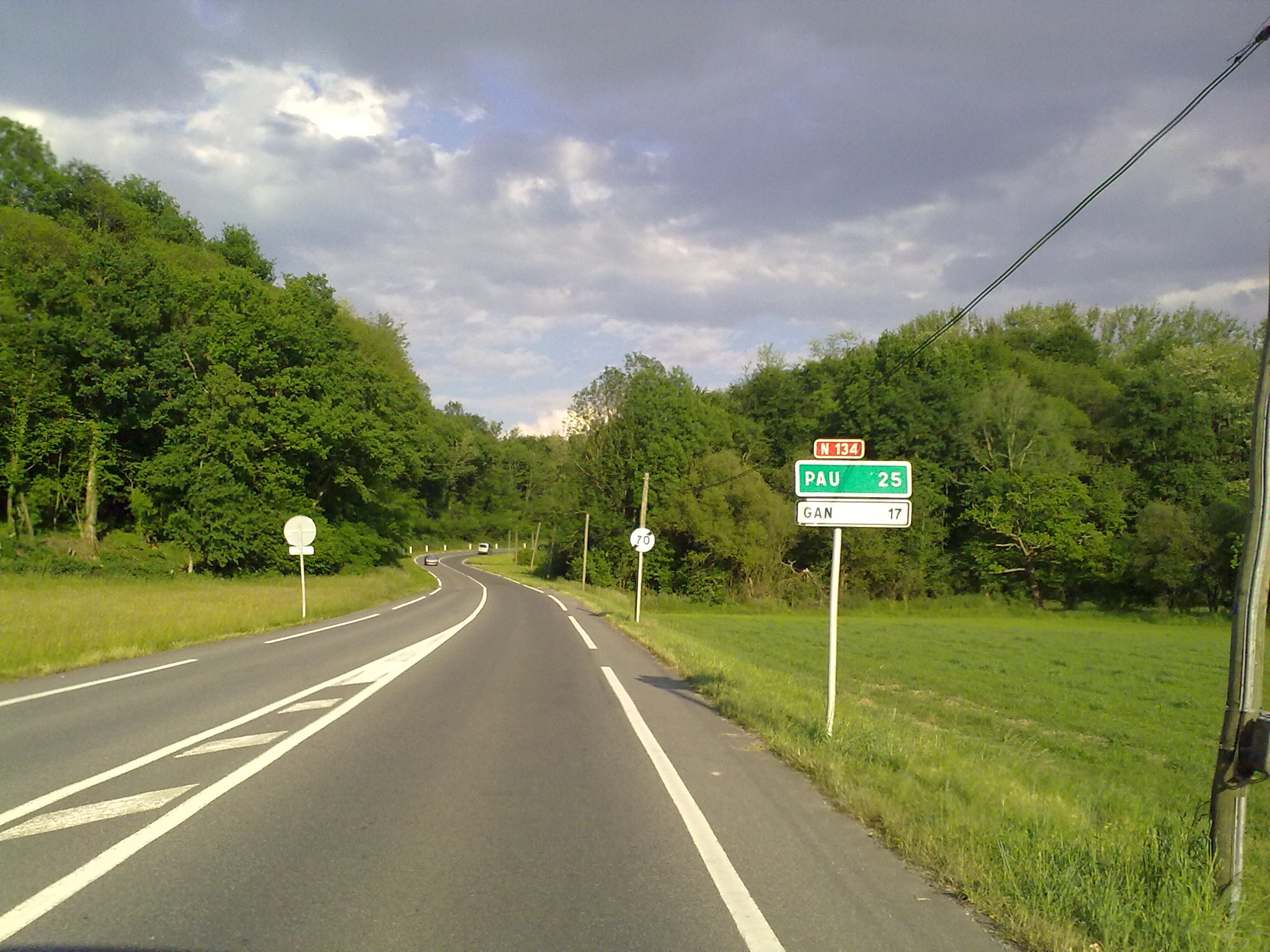
La N 134 a Herrère

La N 134 inizia presso la rotonda della D 802 a sud di Pau e, dopo 29 km, raggiunge Oloron-Sainte-Marie. Da qui la strada inizia a salire in modo progressivo e pressoché rettilineo fino a raggiungere il tunnel del Somport a 1150 metri d'altezza all'interno del quale è posto il confine di stato con la Spagna.